# Mount Thorarinsson
Mount Thorarinsson ist ein 860 m hoher Berg an der Foyn-Küste des Grahamlands auf der Antarktischen Halbinsel. Er ragt an der Südflanke der Mündung des Hess-Gletschers auf. Der Berg bildet den Endpunkt eines vom zentralen Plateau ausgehenden felsigen Gebirgskamms und stellt vom Larsen-Schelfeis aus gesehen eine markante Landmarke dar.
Luftaufnahmen dieses Küstenabschnitts entstanden bei der United States Antarctic Service Expedition (1939–1941), bei der Ronne Antarctic Research Expedition (1947–1948) sowie 1968 durch die United States Navy. Der Falkland Islands Dependencies Survey nahm zwischen 1947 und 1948 Vermessungen vor. Das UK Antarctic Place-Names Committee benannte den Berg 1975 nach dem isländischen Glaziologen Sigurður Þórarinsson (Sigurd Thorarinsson, 1912–1983).